# Via del Nazareno
La via del Nazareno (en français « la rue du Nazaréen »), qui s'élargit pour devenir le largo del Nazareno, est une rue de Rome qui part de la via del Bufalo, à l'angle de la via Sant'Andrea delle Fratte, et se termine à la via del Tritone, dans le rione (quartier) de Trevi.

## Histoire
La rue doit son nom au Palazzo del Collegio Nazareno (« Palais du Collège nazaréen »), qui y est situé. Le Collège est la plus ancienne école de la capitale italienne. Fondée en 1630 par Joseph de Calasanz, elle est dédiée à la Seigneurie de Nazareth, en l'honneur du cardinal Michelangelo Tonti. Ce dernier, à sa mort en 1622, lègue des richesses à la fondation de Calasanz pour la création d'un collège. Une partie du Palazzo abrite le siège du Parti démocrate italien (il a toutefois son adresse sur la via Sant'Andrea delle Fratte). À cause de cela, on a donné par dérivation le nom patto del Nazareno (« pacte du Nazaréen ») à un accord politique conclu en 2014 entre Matteo Renzi, chef du Parti démocrate, et Silvio Berlusconi. De même, par  métonymie, il Nazareno (« le Nazaréen ») désigne le secrétariat national du Parti démocrate italien.
Sur le largo del Nazareno se trouve le palazzo del Bufalo.